# 38246 Palupín
38246 Palupín è un asteroide della fascia principale. Scoperto nel 1999, presenta un'orbita caratterizzata da un semiasse maggiore pari a 2,6065758 au e da un'eccentricità di 0,0670766, inclinata di 8,97490° rispetto all'eclittica.